# Prijatelji (1972.)
Prijatelji je hrvatski dramski televizijski film koji je režirao Mario Fanelli, dok je scenarist Ivica Ivanac. Film govori o problemima omladine.
Snimljen je 1972. u Zadru u hotelu Park i okolici, premijerno je prikazan 29. svibnja 1972. godine na Televiziji Zagreb.

## Radnja
Priča o dvojici dječaka čiji nestašluci i nepromišljeni postupci dovode do problema, a na kraju završavaju i u kriminalu.

## Glumačka postava
- Rajko Bundalo kao Nikola
- Branko Supek kao Josip
- Marija Sekelez kao Maja
- Žarko Potočnjak kao Jura
- Fabijan Šovagović kao ogorčeni gospodin
- Jelica Lovrić-Vlajki kao konobarica
- Draga Bukmajer kao Nikova majka
- Zlatko Madunić kao policajac #1
- Edo Peročević kao policajac #2
- Aleksandar Čakić kao policajac #3
- Radnici službe javne sigurnosti - Zadra

## Vanjske poveznice
- Prijatelji u internetskoj bazi filmova IMDb-a